# 100 meter för damer i friidrott vid olympiska sommarspelen 2012
Damernas 100 meter vid OS 2012, i London, England avgjordes 3-4 augusti på Londons Olympiastadion Tävlingen inleddes med en försöksrunda för de tävlande som inte uppnått kvalgränsen för tävlingarna. Sedan kom kvartsfinalen, följt av semifinalen och till sist kom finalen med 8 löpare. Shelly-Ann Fraser var regerande olympisk mästare efter sin vinst i OS 2008.

## Medaljörer
| Event     | Guld                            | Guld                            | Silver              | Silver              | Brons                           | Brons                           |
| 100 meter | Shelly-Ann Fraser-Pryce Jamaica | Shelly-Ann Fraser-Pryce Jamaica | Carmelita Jeter USA | Carmelita Jeter USA | Veronica Campbell-Brown Jamaica | Veronica Campbell-Brown Jamaica |

## Rekord
Före tävlingarna gällde dessa rekord:
| Världsrekord        | Florence Griffith Joyner (USA) | 10,49         | Indianapolis, USA | 16 juli 1988      |
| Olympiskt rekord    | Florence Griffith Joyner (USA) | 10,62         | Seoul, Sydkorea   | 24 september 1988 |
| Världsårsbästa (WL) | ej fastställt                  | ej fastställt | ej fastställt     | ej fastställt     |

## Program  under Olympiska sommarspelen 2012[1]
|             | Datum     | Tid (lokal) | Tid (svensk) |
| Försök      | 3 augusti | 10:40       | 11:40        |
| Kvartsfinal | 3 augusti | 19:05       | 20:05        |
| Semifinal   | 4 augusti | 19:35       | 20:35        |
| Final       | 4 augusti | 21:55       | 22:55        |

## Resultat
- Q innebär avancemang utifrån placering i heatet.
- q innebär avancemang utifrån total placering.
- DNS innebär att personen inte startade.
- DNF innebär att personen inte fullföljde.
- DQ innebär diskvalificering.
- NR innebär nationellt rekord.
- OR innebär olympiskt rekord.
- WR innebär världsrekord.
- WJR innebär världsrekord för juniorer
- AR innebär världsdelsrekord (area record)
- PB innebär personligt rekord.
- SB innebär säsongsbästa.

### Försöksomgång
Den inledande försöksomgången ägde rum den 3 augusti.

#### Heat 1
Vind:
Heat 1: +0,9 m/s
| Placering | Idrottare        | Nation     | Tid   | Noteringar |
| --------- | ---------------- | ---------- | ----- | ---------- |
| 1         | Feta Ahamada     | Komorerna  | 11,81 | Q          |
| 2         | Dana Abdul Razak | Irak       | 11.91 | Q          |
| 3         | Bamab Napo       | Togo       | 12.24 | q, PB      |
| 4         | Chauzje Choosha  | Zambia     | 12.29 | PB         |
| 5         | Afa Ismail       | Maldiverna | 12.52 | PB         |
| 6         | Rima Taha        | Jordanien  | 12.66 | PB         |
| 7         | Aissata Toure    | Guinea     | 13.25 |            |
| 8         | Kaingaue David   | Kiribati   | 13.61 | PB         |

#### Heat 2
Vind:
Heat 2: −0,2 m/s
| Placering | Idrottare               | Nation  | Tid   | Noteringar |
| --------- | ----------------------- | ------- | ----- | ---------- |
| 1         | Delphine Atangana       | Kamerun | 11,71 | Q          |
| 2         | Kaina Martinez          | Belize  | 11.81 | Q          |
| 3         | Diane Borg              | Malta   | 12.00 | q          |
| 4         | Shinoona Salah Al-Habsi | Oman    | 12.45 |            |
| 5         | Cristina Llovera        | Andorra | 12.78 |            |
| 6         | Nafissa Souleymane      | Niger   | 12.81 |            |
| 7         | Asenate Manoa           | Tuvalu  | 13.48 | NR         |
| 8         | Fatima Sulaiman Dahman  | Jemen   | 13.95 |            |

#### Heat 3
Vind:
Heat 3: +0,2 m/s
| Placering | Idrottare             | Nation            | Tid   | Noteringar |
| --------- | --------------------- | ----------------- | ----- | ---------- |
| 1         | Lorene Bazolo         | Kongo-Brazzaville | 11,87 | Q          |
| 2         | Fong Yee Pui          | Hongkong          | 12.02 | Q          |
| 3         | Patricia Taea         | Cooköarna         | 12.47 | SB         |
| 4         | Maysa Rejepova        | Turkmenistan      | 12.80 | PB         |
| 5         | Pauline Kwalea        | Salomonöarna      | 12.90 | PB         |
| 6         | Laenly Phoutthavong   | Laos              | 13.15 |            |
| 7         | Ruby Joy Gabriel      | Palau             | 13.34 |            |
| i.u.      | Noor Hussain Al-Malki | Qatar             | i.u.  | DNF        |

#### Heat 4
Vind:
Heat 4: −1,6 m/s
| Placering | Idrottare         | Nation                    | Tid   | Noteringar |
| --------- | ----------------- | ------------------------- | ----- | ---------- |
| 1         | Toea Wisil        | Papua Nya Guinea          | 11,60 | Q          |
| 2         | Saruba Colley     | Gambia                    | 12.21 | Q          |
| 3         | Martina Pretelli  | San Marino                | 12.41 |            |
| 4         | Lidiane Lopes     | Kap Verde                 | 12.72 |            |
| 5         | Hala Gezah        | Libyen                    | 13.24 |            |
| 6         | Pramila Rijal     | Nepal                     | 13.33 |            |
| 7         | Janice Alatoa     | Vanuatu                   | 13.60 |            |
| 8         | Mihter Wendolin   | Mikronesiska federationen | 13.67 |            |
| 9         | Tahmina Kohistani | Afghanistan               | 14.42 | PB         |

### Kvartsfinaler
Kvartsfinalerna hölls den 3 augusti.

#### Heat 1
Vind:
Heat 1: +0,4 m/s
| Placering | Idrottare              | Nation                 | Tid   | Noteringar |
| --------- | ---------------------- | ---------------------- | ----- | ---------- |
| 1         | Kelly-Ann Baptiste     | Trinidad och Tobago    | 10,96 | Q          |
| 2         | Myriam Soumaré         | Frankrike              | 11.07 | Q, PB      |
| 3         | Verena Sailer          | Tyskland               | 11.12 | Q          |
| 4         | Ezinne Okparaebo       | Norge                  | 11.14 | q, NR      |
| 5         | Kateřina Čechová       | Tjeckien               | 11.43 |            |
| 6         | Kerri-Ann Mitchell     | Kanada                 | 11.49 |            |
| 7         | Tahesia Harrigan-Scott | Brittiska Jungfruöarna | 11.59 | SB         |
| 8         | Fong Yee Pui           | Hongkong               | 11.98 |            |

#### Heat 2
Vind:
Heat 2: +1,5 m/s
| Placering | Idrottare         | Nation         | Tid   | Noteringar |
| --------- | ----------------- | -------------- | ----- | ---------- |
| 1         | Carmelita Jeter   | USA            | 10,83 | Q          |
| 2         | Olga Bludova      | Kazakstan      | 11.41 | Q          |
| 3         | Sheniqua Ferguson | Bahamas        | 11.35 | Q          |
| 4         | Olga Belkina      | Ryssland       | 11.38 |            |
| 5         | Anyika Onuora     | Storbritannien | 11.41 |            |
| 6         | Marta Jeschke     | Polen          | 11.42 | =SB        |
| 7         | Julija Baljkina   | Belarus        | 11.70 |            |
| 8         | Diane Borg        | Malta          | 11.92 | SB         |

#### Heat 3
Vind:
Heat 3: +1,5 m/s
| Placering | Idrottare               | Nation         | Tid   | Noteringar |
| --------- | ----------------------- | -------------- | ----- | ---------- |
| 1         | Veronica Campbell-Brown | Jamaica        | 10,94 | Q          |
| 2         | Ivet Lalova             | Bulgarien      | 11.06 | Q, =SB     |
| 3         | Gloria Asumnu           | Nigeria        | 11.13 | Q, =SB     |
| 4         | Lina Grinčikaitė        | Litauen        | 11.19 | q, NR      |
| 5         | Abiodun Oyepitan        | Storbritannien | 11.22 | q          |
| 6         | Phobay Kutu-Akoi        | Liberia        | 11.52 |            |
| 7         | Yomara Hinestroza       | Colombia       | 11.56 | SB         |
| 8         | Saruba Colley           | Gambia         | 12.06 | NR         |

#### Heat 4
Vind:
Heat 4: +0,7 m/s
| Placering | Idrottare         | Nation              | Tid   | Noteringar |
| --------- | ----------------- | ------------------- | ----- | ---------- |
| 1         | Blessing Okagbare | Nigeria             | 10,93 | Q, PB      |
| 2         | Tianna Madison    | USA                 | 10.97 | Q          |
| 3         | Michelle-Lee Ahye | Trinidad och Tobago | 11.38 | Q          |
| 4         | Tatjana Pinto     | Tyskland            | 11.39 |            |
| 5         | Andreea Ogrăzeanu | Rumänien            | 11.44 |            |
| 6         | Nimet Karakus     | Turkiet             | 11.62 |            |
| 7         | Feta Ahamada      | Komorerna           | 11.86 |            |
| 8         | Lorene Bazolo     | Kongo-Brazzaville   | 11.90 |            |

#### Heat 5
Vind:
Heat 5: +2,2 m/s
| Placering | Idrottare         | Nation                   | Tid   | Noteringar |
| --------- | ----------------- | ------------------------ | ----- | ---------- |
| 1         | Allyson Felix     | USA                      | 11,01 | Q          |
| 2         | Rosângela Santos  | Brasilien                | 11.07 | Q          |
| 3         | Ruddy Zang Milama | Gabon                    | 11.14 | Q          |
| 4         | Toea Wisil        | Papua Nya Guinea         | 11.37 |            |
| 5         | Allison Peter     | Amerikanska Jungfruöarna | 11.41 |            |
| 5         | Véronique Mang    | Frankrike                | 11.41 |            |
| 5         | Chisato Fukushima | Japan                    | 11.41 |            |
| 8         | Dana Abdul Razak  | Irak                     | 11.81 |            |

#### Heat 6
Vind:
Heat 6: +1,5 m/s
| Placering | Idrottare                | Nation              | Tid   | Noteringar |
| --------- | ------------------------ | ------------------- | ----- | ---------- |
| 1         | Shelly-Ann Fraser-Pryce  | Jamaica             | 11,00 | Q          |
| 2         | Semoy Hackett            | Trinidad och Tobago | 11.04 | Q, PB      |
| 3         | Olesia Povch             | Ukraina             | 11.18 | Q          |
| 4         | Guzel Chubbieva          | Uzbekistan          | 11.22 | SB         |
| 5         | Debbie Ferguson-McKenzie | Bahamas             | 11.32 |            |
| 6         | Melissa Breen            | Australien          | 11.34 |            |
| 7         | Wei Yongli               | Kina                | 11.48 |            |
| 8         | Bamab Napo               | Togo                | 12.35 |            |

#### Heat 7
Vind:
Heat 7: +1,3 m/s
| Placering | Idrottare              | Nation                   | Tid   | Noteringar |
| --------- | ---------------------- | ------------------------ | ----- | ---------- |
| 1         | Murielle Ahouré        | Elfenbenskusten          | 10,99 | Q, NR      |
| 2         | LaVerne Jones-Ferrette | Amerikanska Jungfruöarna | 11.07 | Q, NR      |
| 3         | Kerron Stewart         | Jamaica                  | 11.08 | Q          |
| 4         | Oludamola Osayomi      | Nigeria                  | 11.36 |            |
| 5         | Natalija Pogrebnjak    | Ukraina                  | 11.46 |            |
| 6         | Maria Belibasaki       | Grekland                 | 11.63 |            |
| 7         | Delphine Atangana      | Kamerun                  | 11.82 |            |
| 8         | Kaina Martinez         | Belize                   | 11.89 |            |

### Semifinaler
Semifinalerna ägde rum den 4 augusti.

#### Heat 1
Vind:
Semifinal 1: 0,0 m/s
| Placering | Idrottare               | Nation                   | Tid   | Noteringar |
| --------- | ----------------------- | ------------------------ | ----- | ---------- |
| 1         | Carmelita Jeter         | USA                      | 10,83 | Q          |
| 2         | Veronica Campbell-Brown | Jamaica                  | 10.89 | Q          |
| 3         | Rosângela Santos        | Brasilien                | 11.17 | PB         |
| 4         | LaVerne Jones-Ferrette  | Amerikanska Jungfruöarna | 11.22 |            |
| 5         | Semoy Hackett           | Trinidad och Tobago      | 11.26 |            |
| 6         | Olesia Povch            | Ukraina                  | 11.30 |            |
| 7         | Ruddy Zang Milama       | Gabon                    | 11.31 |            |
| 8         | Abiodun Oyepitan        | Storbritannien           | 11.36 |            |

#### Heat 2
Vind:
Semifinal 2: +1,2 m/s
| Placering | Idrottare               | Nation              | Tid   | Noteringar |
| --------- | ----------------------- | ------------------- | ----- | ---------- |
| 1         | Shelly-Ann Fraser-Pryce | Jamaica             | 10,85 | Q          |
| 2         | Allyson Felix           | USA                 | 10.94 | Q          |
| 3         | Kelly-Ann Baptiste      | Trinidad och Tobago | 11.00 | q          |
| 4         | Ezinne Okparaebo        | Norge               | 11.10 | NR         |
| 5         | Gloria Asumnu           | Nigeria             | 11.21 |            |
| 6         | Ivet Lalova             | Bulgarien           | 11.31 |            |
| 7         | Sheniqua Ferguson       | Bahamas             | 11.32 |            |
| 8         | Olga Bludova            | Kazakstan           | 11.39 |            |

#### Heat 3
Vind:
Semifinal 3: +1,0 m/s
| Placering | Idrottare         | Nation              | Tid   | Noteringar |
| --------- | ----------------- | ------------------- | ----- | ---------- |
| 1         | Tianna Madison    | USA                 | 10,92 | Q          |
| 1         | Blessing Okagbare | Nigeria             | 10.92 | Q          |
| 3         | Murielle Ahouré   | Elfenbenskusten     | 11.01 | q          |
| 4         | Kerron Stewart    | Jamaica             | 11.04 |            |
| 5         | Myriam Soumaré    | Frankrike           | 11.13 |            |
| 6         | Verena Sailer     | Tyskland            | 11.25 |            |
| 7         | Lina Grincikaité  | Litauen             | 11.30 |            |
| 8         | Michelle-Lee Ahye | Trinidad och Tobago | 11.32 |            |

### Final
Finalen ägde rum den 4 augusti.
Vind: +1,5 m/s
| Placering | Bana | Idrottare               | Nation              | Tid   | Noteringar |
| --------- | ---- | ----------------------- | ------------------- | ----- | ---------- |
| 1         | 7    | Shelly-Ann Fraser-Pryce | Jamaica             | 10,75 |            |
| 2         | 5    | Carmelita Jeter         | USA                 | 10,78 | SB         |
| 3         | 4    | Veronica Campbell-Brown | Jamaica             | 10,81 | SB         |
| 4         | 9    | Tianna Madison          | USA                 | 10,85 | PB         |
| 5         | 8    | Allyson Felix           | USA                 | 10,89 | PB         |
| 6         | 2    | Kelly-Ann Baptiste      | Trinidad och Tobago | 10,94 |            |
| 7         | 3    | Murielle Ahouré         | Elfenbenskusten     | 11,00 |            |
| 8         | 6    | Blessing Okagbare       | Nigeria             | 11,01 |            |